# Chanel 2.55

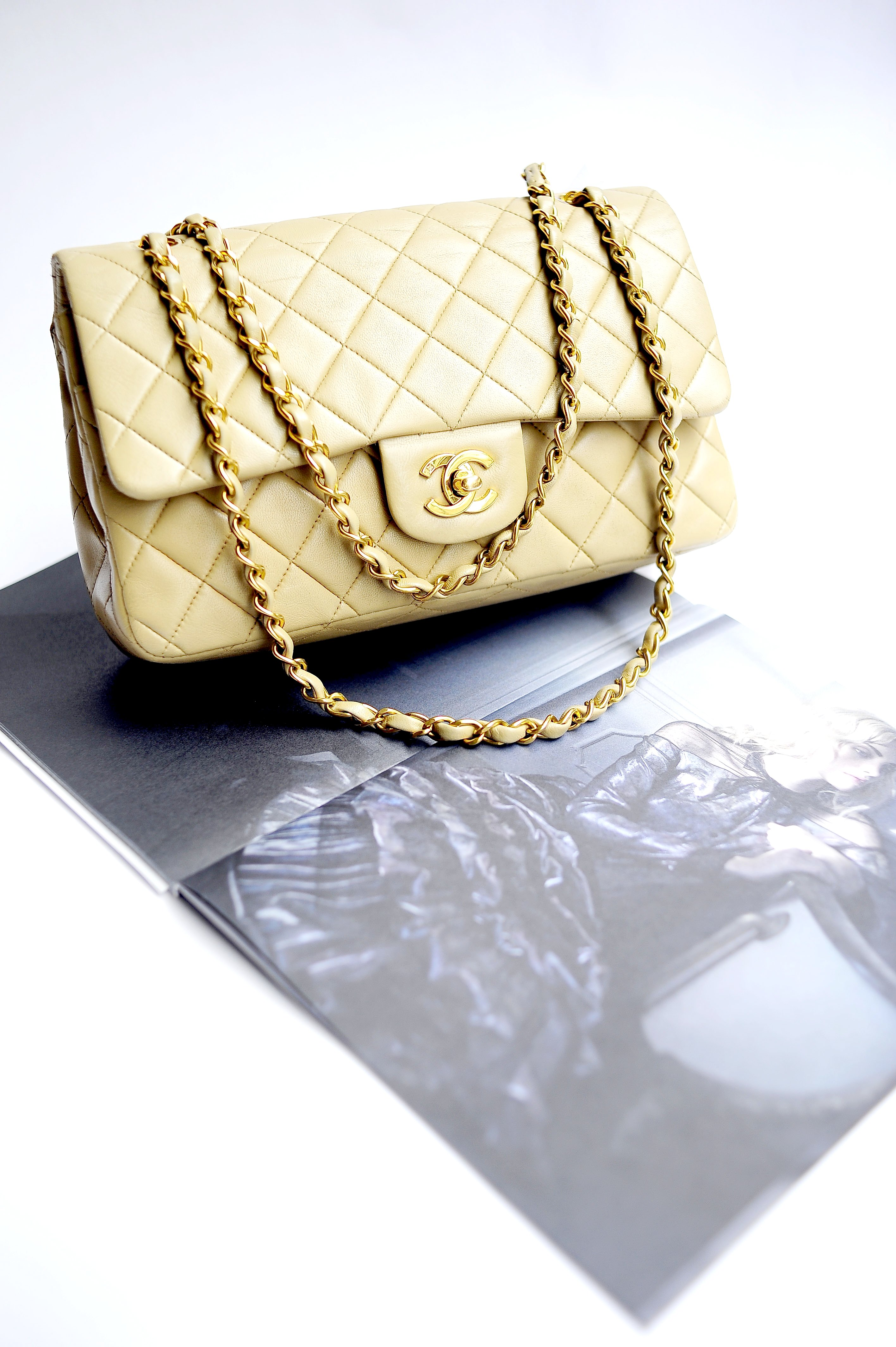
Bossa Chanel 2.55

La bossa Chanel 2.55 és una bossa de luxe de cuir fabricada per la casa de moda de Chanel.

## Origen
A la dècada dels anys 20, Coco Chanel es va cansar d'haver de les bosses de mà als braços i va decidir dissenyar una bossa que alliberés les seves mans. Inspirada per les corretges que es podien trobar a les bosses dels soldats, va afegir corretges fines i va introduir al mercat el resultat del disseny a l'any 1929.
Després del seu exitós retorn a la indústria de la moda l'any 1954, Chanel va decidir actualitzar la bossa. El resultat del disseny va ser anomenat 2.55 a causa de la seva data de creació, febrer de l'any 1955.

## Característiques
La bossa té diverses característiques: 
- El color del folre és de color bordeus, es rumorejava que això era degut a color dels uniformes del convent on va créixer.[4]
- Hi ha un compartiment amb cremallera a la part interior de la solapa frontal. És aquí on es rumoreja que Chanel havia guardat les seves cartes d'amor a la seva bossa original.[5]
- La part posterior té una solapa per a emmagatzemar-hi diners.
- Chanel, reconeixent que les dones modernes necessitaven tenir les mans lliure per a poder atendre les seves funcions socials, va dissenyar una doble cadena per penjar l'espatlla. Els cuidadors del convent on va créixer portaven les claus penjades a la cintura amb el mateix tipus de cadena que ella va utilitzar per a la bossa 2.55.[6]
- La bossa originalment venia acompanyada d'un cadenat anomenat "the Mademoiselle Lock" (en referència al fet que Coco Chanel es va casar).[6]
- La bossa té un patró de diamant o espiga encoixinat a l'exterior. Mitjançant una puntada, es dona forma i volum a la bossa.[1] Es creu que va treure la inspiració per al patró en diverses fonts: dels abrics de muntar a cavall dels jinets, dels vitralls de l'abadia d'Aubazine, així com en els coixins de l'apartament que tenia Coco Chanel a París.